# Diedrich Dannemann

Diedrich Dannemann

Diedrich Heinrich Carl Dannemann (* 24. Mai 1874 in Tungeln; † 27. Dezember 1933 in Oldenburg) war ein deutscher Politiker, der sich verschiedenen, zunehmend radikaleren Parteien der Weimarer Republik und zuletzt der NSDAP anschloss. Er war Mitglied im Oldenburgischen Landtag und im Deutschen Reichstag.

## Leben und Wirken
Dannemann war der Sohn des Hausmanns Johann Hermann Dannemann (1849–1887) und dessen zweiter Ehefrau Johanna geb. Willers (1847–1899). Nach dem Besuch der Volksschule in Tungeln wurde Dannemann in der Landwirtschaft ausgebildet. Von 1893 bis 1896 gehörte er dem Oldenburgischen Dragoner-Regiment Nr. 19 an. Später übernahm er den Hof seiner Eltern. 1906 wurde er Gemeindevorsteher der Gemeinde Wardenburg. Das Amt übte er bis 1933 aus und war kommunalpolitisch mit dem Ausbau des Straßennetzes sowie mit Siedlungsprojekten außerordentlich erfolgreich. Weiterhin war er Mitglied des Amtsverbandes des Amtes Oldenburg. Ab 1911 saß er für die Nationalliberale Partei (NLP) im Landtag von Oldenburg.
Im Ersten Weltkrieg kämpfte Dannemann von 1914 bis 1916 an der Westfront und von 1917 bis 1918 in Mazedonien.
Danach, von 1919 an, war Dannemann in den Vorständen des Oldenburger Landbundes und der Deutschen Volkspartei (DVP) sowie als deren Abgeordneter der DVP (von 1919 bis 1925) sowie des Landesblocks (von 1925 bis 1931) erneut Mitglied des Oldenburgischen Landtag. Vom Juni 1920 bis zum Mai 1924 gehörte er zudem auch dem ersten Reichstag der Weimarer Republik an, in dem er bis zum Mai 1924 den Wahlkreis 16 (Weser-Ems) vertrat. Danach verließ er Berlin und kehrte nach Oldenburg zurück. Als Gemeindevorsteher Wardenburgs konnte er im Entwertungsjahr 1923 durch die von ihm vorgeschlagene Roggenumlage der Gemeinde die schlimmsten Auswirkungen der Inflation vermeiden. Auch gelang es ihm in den zwanziger Jahren das drückende Problem der Arbeitslosigkeit in der Gemeinde durch die Beschaffung öffentlicher Aufträge wenigstens zu mildern. Zu seinen zahlreichen Ehrenämtern gehörten der Vorsitz im Verein Oldenburger Landbesitzer und im Sonderausschuss für Wirtschaftspolitik der Landwirtschaftskammer, ebenso seine Mitgliedschaft im Siedlungsausschuss und der ihr beigeordneten Spruchkammer in Schlichtungsangelegenheiten.
Trotz seines umfangreichen politischen Engagements, stand Dannemann dem politischen System der Weimarer Republik innerlich fern und radikalisierte sich zunehmend in den späteren Jahren der Weimarer Zeit. Bereits 1919 sprach er sich für die Bildung eines unpolitischen Fachministeriums aus in der Überzeugung, unter der parlamentarischen, „parteiischen“ Regierung Tantzen nehme allzu vieles den falschen, zum Sozialismus tendierenden Weg. Zudem war er ein entschiedener Gegner des Reichsfinanzausgleichs, der aus seiner Sicht die steuerlichen Belastungen für die Landgemeinden ins Unerträgliche steigere und der nach seiner Ansicht unter keinen Umständen verabschiedet werden dürfe. Dannemann war hier selbst in der eigenen Fraktion isoliert.
Aus taktischem Opportunismus oder wirklicher Überzeugung trat Dannemann in der Folge zunächst dem Stahlhelm sowie 1931 der Deutschnationalen Volkspartei (DNVP) bei, für die er kurzfristig Anfang 1933 wiederum im Landtag saß. Über die Kampffront Schwarz-Weiß-Rot, für die er dem – ernannten – 8. Oldenburger Landtag angehörte, trat Dannemann dann zur NSDAP über.
Wahrscheinlich spielte bei Dannemanns Parteienwechsel seine von der Weltwirtschaftskrise beeinflusste Angst von einer neuerlich drohenden Inflation eine wichtige Rolle, zu deren präventiver Abwehr er nicht nur mit dem eigenen Vermögen, sondern auch mit Gemeindegeldern spekulierte. Dabei erlitt er ungeheure Verluste, die auf Dauer nicht verheimlicht werden konnten. Deswegen in Untersuchungshaft genommen, entzog sich Dannemann der Verantwortung durch Freitod.
Heute erinnert unter anderem die Diedrich-Dannemann-Straße in der Gemeinde Wardenburg, die Dannemann für seine Verdienste 1932 zum Ehrenbürger ernannt hatte, an Dannemanns Leben und politisches Wirken.

## Familie
Dannemann war seit dem 26. August 1898 verheiratet mit Anna Sophie Diederike geb. Lehmkuhl (1878–1969). Das Ehepaar hatte drei Töchter und zwei Söhne, von denen der Sohn Robert für die FDP von 1949 bis 1955 dem Deutschen Bundestag angehörte und Präsident des Niedersächsischen Verwaltungsbezirks Oldenburg war.